# Liv (film fra 1992)
|  | Denne artikel er oprettet af botten Steenthbot ud fra en ekstern database. Den kan derfor have sproglige fejl eller mangler. Denne skabelon kan fjernes efter kontrol af indholdet. |

 For alternative betydninger, se Liv (flertydig). (Se også artikler, som begynder med Liv)
Liv er en dansk animationsfilm fra 1992 instrueret af Uffe Boesen efter eget manuskript.

## Handling
Liv, hvad betyder det for os mennesker? En fantasifuld historie om hvordan to tvillinger bliver indblandet i en professors laboratorieforsøg. Det hele resulterer i, at en masse forsøgsdyr bliver sluppet ud i det fri.